# Аз крача из Москва
„Аз крача из Москва“ е съветски филм от 1964 г., режисиран от Георгий Данелия и продуциран от студия Мосфилм. В него участват Никита Михалков, Алексей Локтев, Евгений Стеблов и Галина Полских. Известната кино мелодия, изпълнена от Михалков, е написана от композитора Андрей Петров. Филмът, считан за един от най-характерните през периода между 50-те или 60-те години, познат още като размразяването на Хрушчов, печели награда за работата на оператора 

## Кратко описание
Филмът започва на летище в Москва през лятото на 1963 година. Младият Володя (Алексей Локтев) се обръща към млада жена, която танцува близо до него.
Володя е начинаещ писател от Сибир. Току-що първата му кратка история е била публикувана в списание „Юност“ („Младеж“), а известният автор Воронин го покани в Москва, за да обсъди работата му. В московското метро Володя неочаквано се запознава с Коля (Никита Михалков), който се връща у дома след тежка нощна смяна. Володя иска да остане в дома на стари свои приятели, но не знае къде е нужната улица, затова Коля реши да му помогне да го намери.
Куче ухапва Володя и Коля решава отново да помогне на новия си приятел – двамата отиват в дома на Коля, където Коля шие панталоните на Володя и го запознава с голямото си семейство Володя отива на разходка.
Най-после сам, Коля решава да спи, но след това идва стария му приятел Саша (Евгений Стеблов). Саша е в затруднение – той е планирал да се ожени за годеницата си Света, но е призован за военна служба. Той моли Коля да му помогне. Тогава двамата млади мъже отиват в главния универсален магазин, за да купят костюм на Саша и там се срещат с Володя, който си е купил собствен костюм. Тогава приятелите решават да купят подарък за булката и отиват в музикалния магазин, защото продавачката Альона (Галина Полских) е любовен интерес на Коля.
- Алексей Локтев – Володя
- Никита Михалков – Колка
- Галина Полских – Альона
- Евгений Стеблов – Саша
- Ирина Титова – Света
- Ирина Мирошниченко – Катя, сестра на Колка
- Любов Соколова – майката на Колка
- Екатерина Мелникова – баба на Колка
- Аркадий Смирнов – Алексей Петрович Воронов, писател
- Владимир Басов – полиращ под
- Ролан Биков – Човек в парк
- Валентина Ананина – продавачка на сладолед
- Вероника Василиева – любовница на церемониите
- Ирина Скобцева – Надя
- Ина Чурикова – момиче, участващо в игривото състезание
- Мария Виноградова – жена с куче
- Генадий Ялович – екскурзовод
- Алевтина Румянцева – подземна охрана
- Владимир Шурупов – Виктор, брат на Колка
- Данута Столярская – Аня, съпруга на Виктор
- Борис Балакин – шофьор на такси
- Борис Битюков – бащата на Альона
- Петър Должанов – минувач
- Лев Дуров – милиционер
- Арина Алейникова – момиче на летището
- Игор Боголибов – военен комисар
- Вадим Шилов – подземен кавгаджия
- Анна Павлова – секретар във военния комисариат
- Виктор Волков – строител
- Виктор Шкурин – крадец
- Uno Masaaki – японец
- Светлана Беседина – момиче под дъжда
- Олег Видов – момче мотора
- Георгий Данелия – Камео (роля) на ваксаджия

## Приноси
Този филм е бил много обичан от съветската младеж в началото на 60-те години. Песента със същото име от филма все още е популярна и е приемана за неофициалния химн на московската младеж.
Популярността на този филм е ниска през 70-те години на миналия век, но отново нарастваа през 80-те години
Има нови версии на песента на някои руски рок групи от 90-те години (например, Nogu Svelo!), както и филмов римейк - The Heat, който е комерсиално успешен.